# Władimir Małachow (hokeista)
Władimir Igoriewicz Małachow, ros. Владимир Игоревич Малахов (ur. 30 sierpnia 1968 w Swierdłowsku) – rosyjski hokeista, reprezentant ZSRR, WNP i Rosji, dwukrotny olimpijczyk.

## Kariera
- Spartak Moskwa (1986-1988)
- CSKA Moskwa (1988-1992)
- New York Islanders (1992-1995)
  -  Capital District Islanders (1992)
- Montréal Canadiens (1995-1999)
- New Jersey Devils (1999-2000)
- New York Rangers (2000-2004)
- Philadelphia Flyers (2004)
- New Jersey Devils (2005-2006)

Wychowanek klubu Dinamo-Eniergija Jekaterynburg.
Uczestniczył w mistrzostwach świata w 1990, 1991 i 1992, zimowych igrzyskach olimpijskich w 1992 i 2002 oraz w Pucharze Świata w 1996.

## Sukcesy
Reprezentacyjne
- Złoty medal mistrzostw świata: 1990 z ZSRR
- Brązowy medal mistrzostw świata: 1991 z ZSRR
- Złoty medal zimowych igrzysk olimpijskich: 1992 z WNP
- Brązowy medal zimowych igrzysk olimpijskich: 2002 z Rosją

Klubowe
- Złoty medal mistrzostw ZSRR: 1989 z CSKA
- Puchar ZSRR: 1988 z CSKA
- Puchar Europy: 1989, 1990 z CSKA
- Puchar Stanleya: 2000 z New Jersey Devils

Indywidualne
- NHL (1992/1993): NHL All-Rookie Team

Wyróżnienia
- Zasłużony Mistrz Sportu ZSRR w hokeju na lodzie: 1990
- Triple Gold Club: 2000
- Rosyjska Galeria Hokejowej Sławy: 2014